# Beiteddine
Beiteddine (in arabo  بيت الدين‎?, Bayt al-Dīn), ossia "Casa della religione", è una città del Libano, di circa 2 500 abitanti, capoluogo del distretto dello Shuf, dove forte è la presenza drusa. 

Si trova in una zona collinare a circa 50 km a sud di Beirut.
La città fu edificata per volere dell'Emiro cristiano Bashir Shihab II ai primi del XIX secolo, fungendo da sua residenza sovrana e suo luogo di sepoltura.

Attualmente funge da residenza estiva del presidente della Repubblica libanese.

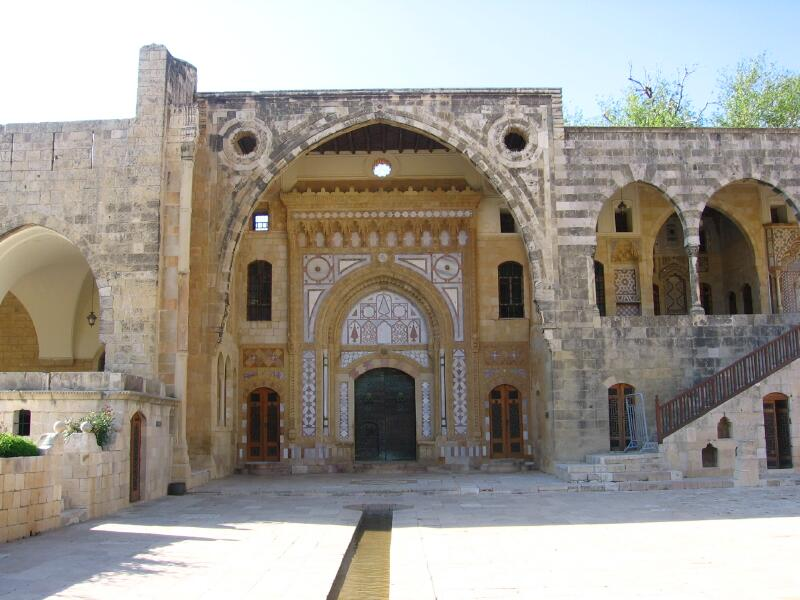
Palazzo di Beiteddine, cortile interno